# اکسپرس فرایترز استرالیا
اکسپرس فرایترز استرالیا (به انگلیسی: Express Freighters Australia) یک شرکت هواپیمایی است که در تاریخ ۲۰۰۶ میلادی تأسیس شده است. دفتر مرکزی اکسپرس فرایترز استرالیا در سیدنی، استرالیا واقع شده‌است.